# Blepharita usupatrix
Blepharita usupatrix là một loài bướm đêm trong họ Noctuidae.